# Epiphone
 (août 2023).
Si vous disposez d'ouvrages ou d'articles de référence ou si vous connaissez des sites web de qualité traitant du thème abordé ici, merci de compléter l'article en donnant les références utiles à sa vérifiabilité et en les liant à la section « Notes et références ».
Epiphone est une entreprise américaine d'instruments de musiques, domiciliée actuellement à Nashville (Tennessee). Racheté en 1957 par Gibson Guitar Corporation, Epiphone est devenue sa branche qui fabrique en-dehors des États-Unis.
L'entreprise est créée dans les années 1870 à Smyrne en Turquie. En 1903, elle s'installe à New York aux USA.
Les instruments Epiphone ont été joués par des musiciens comme Paul McCartney, John Lennon, George Harrison ou encore Keith Richards. De même, on les retrouve dans des mouvements musicaux depuis la Belle Époque jusqu'au mouvement punk en passant par le jazz, le swing, la musique country ou la pop music[réf. nécessaire].

## Histoire

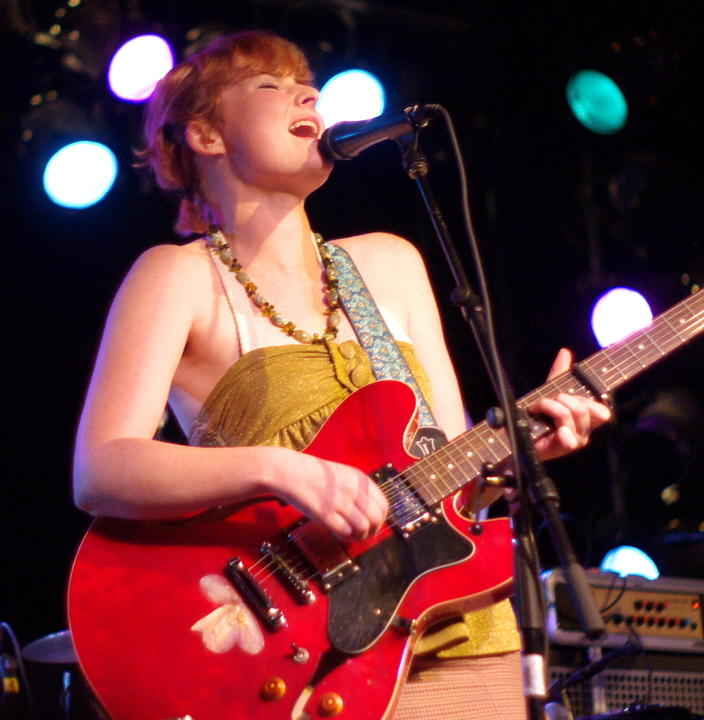
Jenn Grant avec une guitare Epiphone Sheraton II (2008).

### Epiphone comme société indépendante

#### Débuts en Grèce
Anastasios Stathopoulos apprend à connaître les bois de lutherie avec son père Konstantinos qui était marchand de bois. En 1873, la famille s'installe à Smyrne dans l'empire Ottoman (aujourd'hui Izmir, en Turquie), où elle crée un magasin de vente et de réparation de luths, de violons et de bouzoukis. En 1890, la réputation locale d’Anastasios lui apporte suffisamment d’activité pour lui permettre d’ouvrir sa propre usine d’instruments fabriquant des luths et des violons à Smyrne,
Anastasios Stathopoulos se marie et a cinq enfants : Epaminondas en 1893, suivi par Alex, Minnie, Orpheu et Frixo.

#### Installation aux États-Unis
En 1903, Anastasios Stathopoulos migre aux États-Unis à New York et installe sa production d'instruments à Long Island City. Après sa mort en 1915, son fils Epaminondas, alors âgé de vingt-deux ans, reprend l'entreprise. Deux ans plus tard, l'entreprise est renommée The House Of Stathopoulo. 
Après la Première Guerre mondiale, l'entreprise qui commence à produire des banjos prend en 1928, le nom de Epiphone Banjo Company, puis devient, en 1935, Epiphone, Inc.. Le nom Epiphone vient de « Epi », le diminutif d'Epaminondas Stathopoulos, et de « phone », du grec phon-, qui veut dire « son ».
Les premières guitares sont produites en 1928, et deviennent, au cours des années 1930, le produit principal d'Epiphone. Il s’agit de guitares acoustiques de type archtop, comme la Coronet, la Zephyr et la Century, qui font alors concurrence à l'entreprise Gibson. Durant la deuxième partie des années 1930, Epiphone commence à produire des guitares électriques et une série d’amplificateurs appelés Electraphone.
En 1931, la Société de Banjo Epiphone annonce l’introduction de la ligne de guitares Masterbuilt mettant en vedette sept modèles avec table sculptée, ouïes en « f » à des prix variant de 35 $ à 275 $. L’influence de la Gibson L-5 sur la nouvelle ligne Epiphone se voit dans les ouïes en f similaires, des chevilles et même un nom similaire à la gamme Master Model de Gibson. 
Tout au long des années 1930, la rivalité entre Epiphone et Gibson passe d’une concurrence amicale à une surenchère tous azimuts. Gibson introduit, en 1934, un nouveau design archtop en augmentant la largeur du corps de ses modèles existants et ajoute la Super king-size 400 à son catalogue (nommé ainsi d’après son prix, 400 $). Pour ne pas être dépassé, Epiphone répond l’année suivante avec la guitare haut de gamme Empero
Epiphone se lance dans l’exportation avec un contrat de distribution avec Handcraft Ltd à Londres, et ouvre une nouvelle salle d’exposition dans un immeuble de sept étages à proximité de Little Italy (New York). Le nouveau bâtiment comprend un laboratoire de recherche et de développement et, au premier étage, un showroom qui est à la fois le siège de l’entreprise et un lieu de rencontre pour les musiciens. Le samedi après-midi, Epi ouvre les vitrines et laisse jouer librement des guitaristes qu'il invite comme Al Caiola, Harry Volpe, et Les Paul.

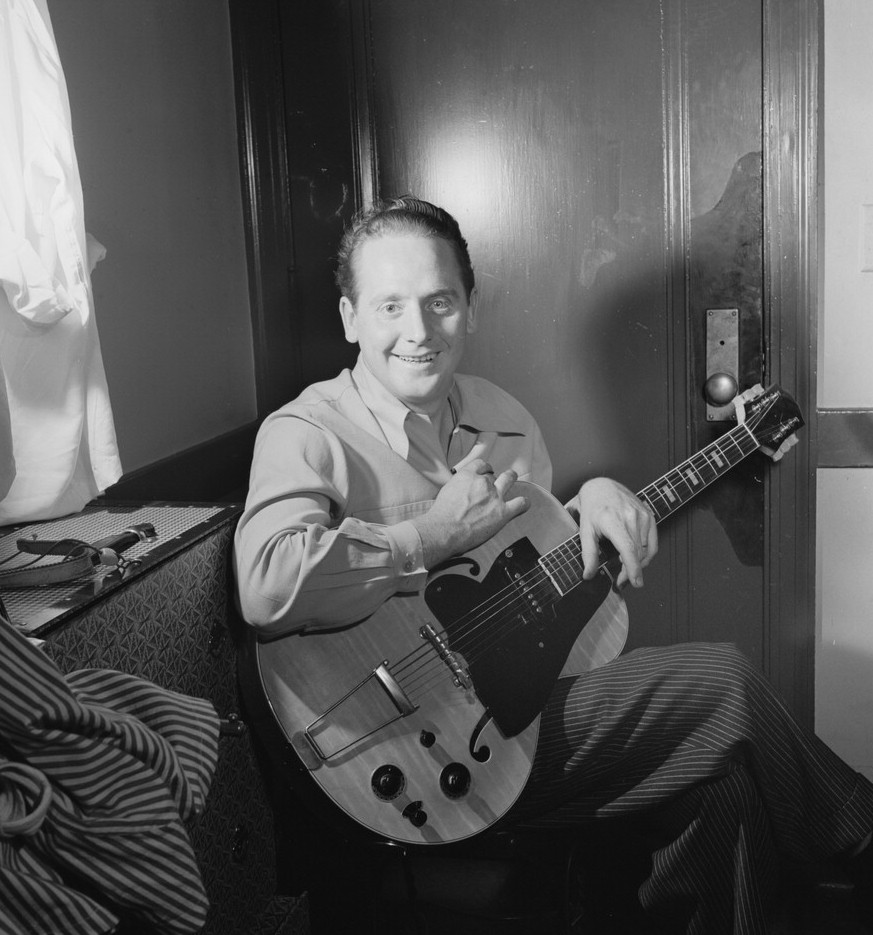
Les Paul avec une Epiphone Brodway de 1942.

En 1943, Epi Stathopoulos meurt d'une leucémie, et ses plus jeunes frères, Orphie et Frixo Stathopoulos, reprennent l'entreprise. En 1948, Frixo vend ses actions à Orphie. La réputation de l’entreprise pour l’artisanat et l’innovation qu’Epi avait construit dans les années 1920 et 1930 ne survit pas aux années de guerre. L’usine Epiphone se déplace à Manhattan à Philadelphie en 1953 pour éviter un affrontement syndical, mais un grand nombre d’artisans de l’entreprise refusent de quitter New York.
C'est dans l'usine Epiphone où il travaillait le dimanche que Lester William Polsfuss (1915-2009), le pionnier de la Guitare électrique « solid body » a mis au point son prototype de guitare nommé « The Log » (« La Bûche »).

### Epiphone devient une division deGibson
En 1957, l'entreprise est rachetée 20 000 $ par Gibson.

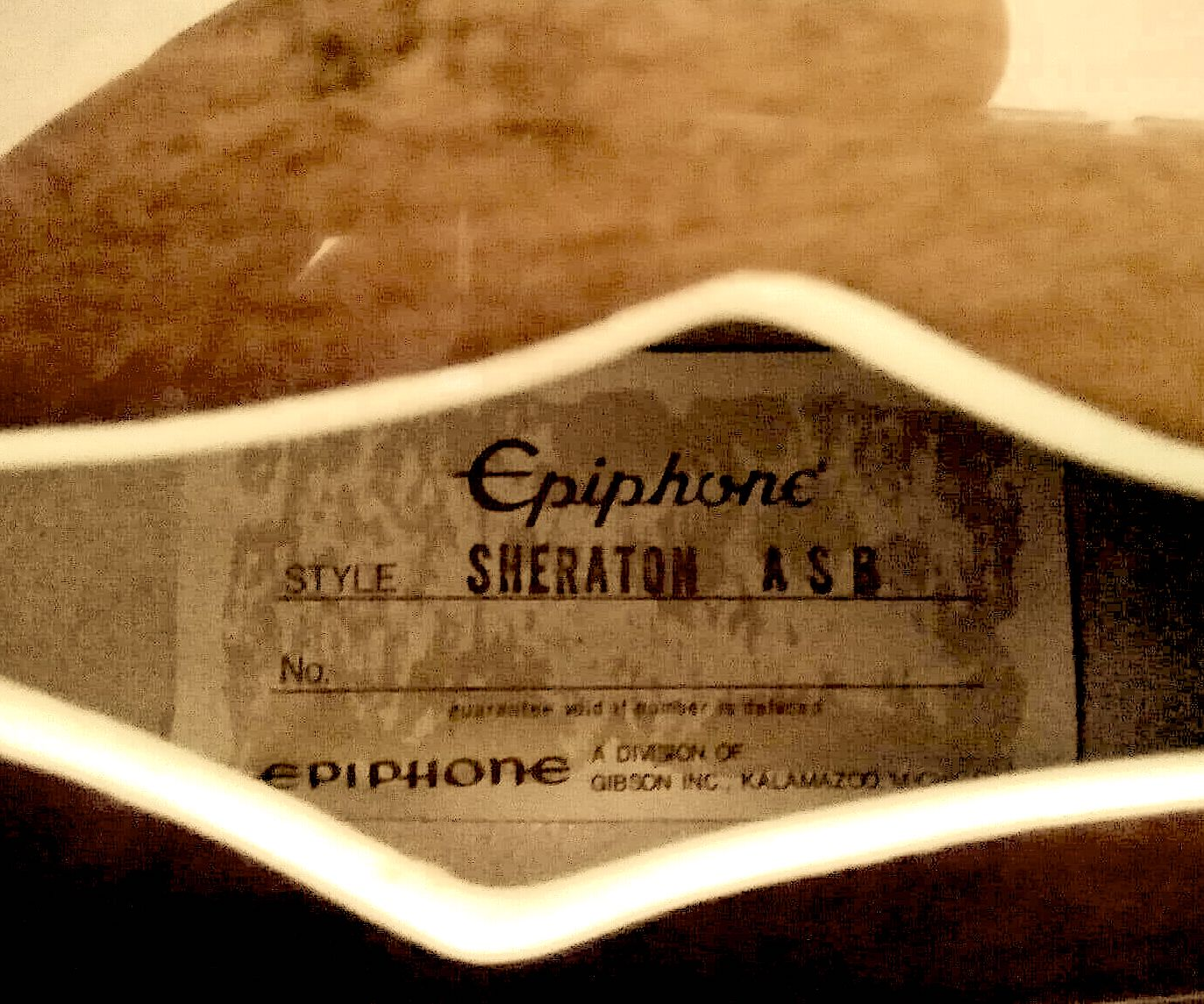
Étiquette intérieure d'une guitare Sheraton ASB en 1981 : Epiphone, une division de Gibson inc Kalamazoo.

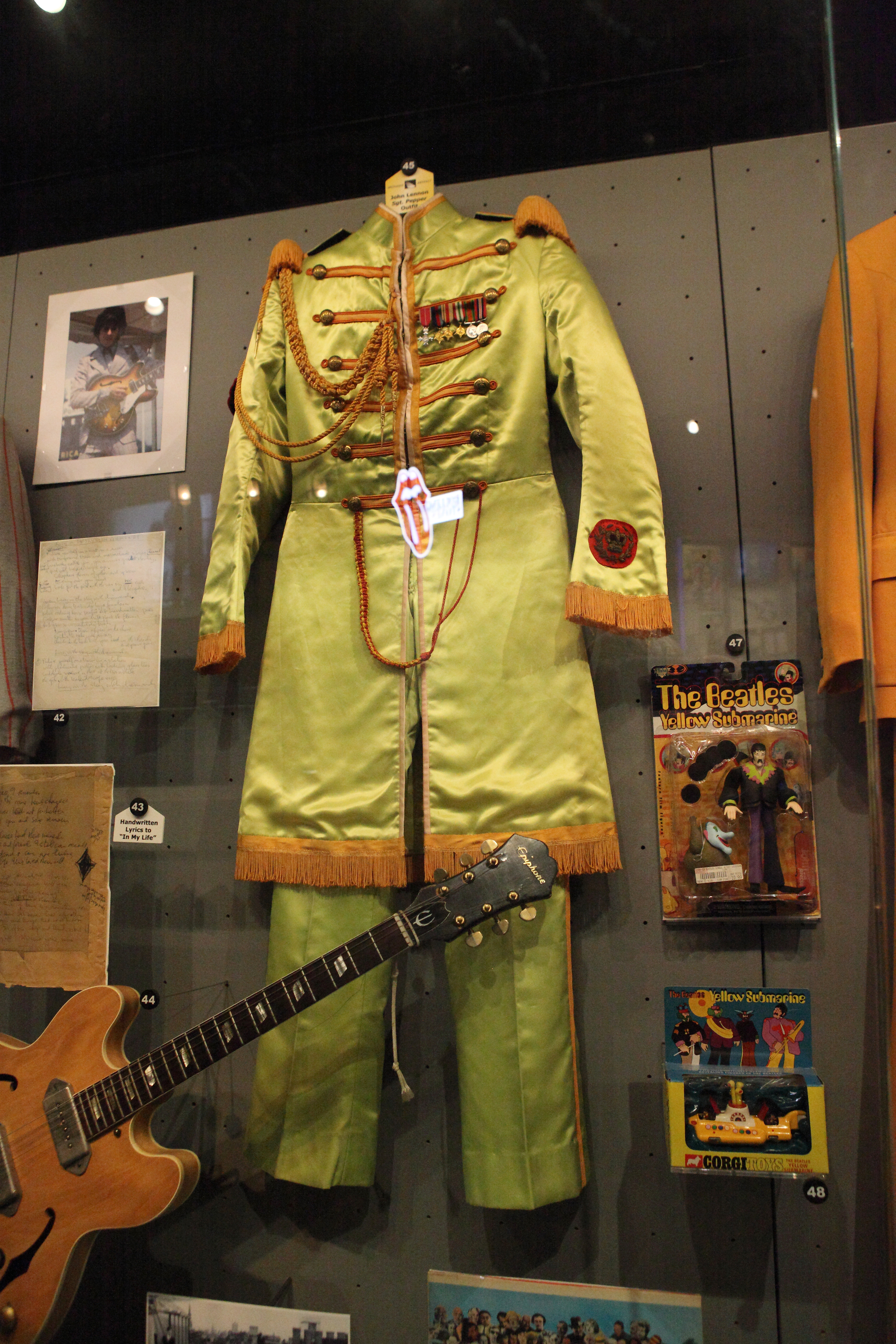
Costume et guitare Epiphone Casino de John Lennon dans l'album Sergent Pepper.

Le dévoilement de la nouvelle ligne Epiphone a lieu lors du salon du NAMM en juillet 1958 avec l’emperor électrique comme modèle phare. Le stand Epiphone reçoit les commandes de 226 guitares et 63 amplis, ce qui est peu. Mais au cours des années suivantes, Epiphone parvient à vendre 3 798 instruments en 1961 et en 1965 ce qui représente 20% du total des instruments expédiés depuis l'usine Kalamazoo. Au début des années 1960, l’Epiphone Emperor coûte beaucoup plus cher que la Byrdland qui est le haut de gamme de Gibson.
Au début des années 1960, pendant l’explosion de la musique folk, Epiphone commercialise la guitare classique « Séville » (avec ou sans micros) en 1961, ainsi que les modèles Madrid, Espana et Entrada. En 1962, Epiphone introduit une 12 cordes, « The Bard » (sur laquelle Roy Orbison composa « Oh, Pretty Woman » et « Only The Lonely »).
D'autres guitares électriques sont mises sur le marché, comme la guitare Casino à double pan coupé produite en 1961. Son adoption par les Beatles autour de 1966 assura à Epiphone une introduction dans monde de la pop et auprès de leurs plus grands fans. Les ventes unitaires d'Epiphone ont quintuplé entre 1961 et 1965, mais l'arrivée de copies venant de l’étranger a pris plus de 40% de part de marché à Epiphone / Gibson et provoqué la fermeture de nombreuses entreprises.
Les guitares Epiphone ont été utilisées par des jazzmen comme Howard Roberts, puis les Beatles, les Rolling Stones ainsi que Slash et Oasis au cours de leurs carrières. 

### Achat de Gibson-Epiphone par la société ECL-Norloin
La société mère de Gibson, CMI, est rachetée en 1969 par la société équatorienne ECL, une compagnie de brasserie, qui cherche à faire un investissement profitable.
Epiphone est désormais perçue par les nouveaux dirigeants comme une marque secondaire par rapport à Gibson, et ne peut pas vendre ses instruments aussi bon marché que les répliques étrangères.
Gibson est donc repositionnée pour une clientèle professionnelle ou riche, et Epiphone est utilisée pour commercialiser les mêmes produits pour une clientèle moins fortunée. Un second réseau de concessionnaire et revendeurs est donc créé pour la gamme Epiphone. 

#### Implantation au Japon (1969)

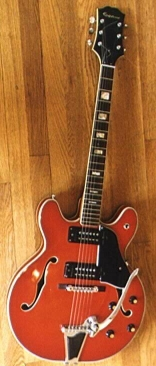
Guitare Epiphone modèle 5102T fabriquée de 1970-1972 par Matsumoku.

Pour réduire les coûts de production des modèles Epiphone, la direction de Gibson décide en 1969 de cesser la production américaine et de la faire réaliser au Japon auprès de la compagnie Aria. c'est finalement son sous-traitant Matsumoku qui fabrique de 1970 à 1986 la majorité des modèles Epiphone japonais, notamment les séries solidbody ET (Crestwood), SC (Scroll) et le modèle 1140 (Flying V) ainsi que les guitares archtop 5102T/EA-250, Sheraton, Riviera, Casino et Emperor. 
Quelques modèles de guitares, essentiellement des solid body, sont fabriqués par d'autres usines japonaises et au moins un modèle de la gamme est fabriqué à Taiwan.
Plusieurs marques sont créées pour le marché japonais: Elitist, Custom Shop, Orville (prénom du fondateur de Gibson) qui deviennent des productions de très haute qualité, vendues souvent plus chères que les productions Epiphone, et même Gibson.

#### Déménagement en Corée (1983)

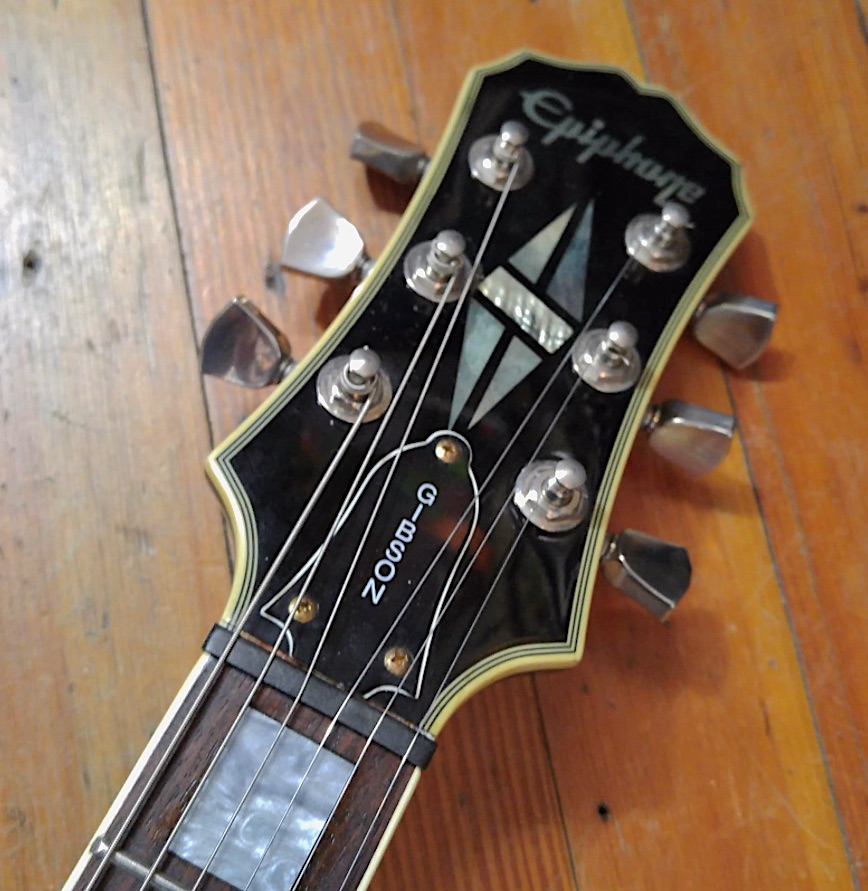
Epiphone Gibson - Tête des guitares Custom 1989-1998.

En 1983, la production au Japon étant devenue relativement chère, les ateliers d'Epiphone déménagent en Corée du Sud en prenant des participations majoritaires dans une société à Samick.

### Rachat du Gibson-Epiphone (1986)
En 1986, la société Gibson est rachetée par trois hommes d'affaires diplômés d'un MBA de Harvard : Henry Juszkiewicz, David Berryman et Gary Zebrowski. 

#### Reprise en main de la production en Corée

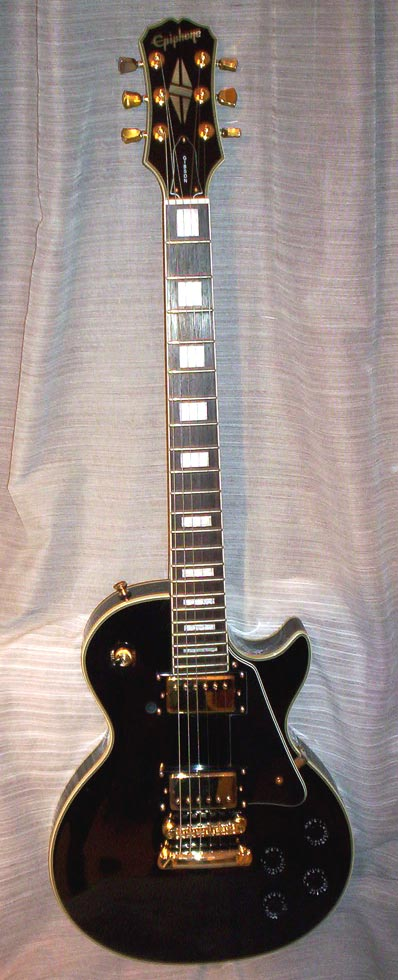
Guitare Epiphone Gibson modèle Les Paul Custom 1989-2012.

Les trois hommes remarquent la contradiction entre l'histoire plus que centenaire de l'entreprise Epiphone qui est à l'origine de cette division de Gibson, et le chiffre d'affaires très bas de 1 000 000 de dollars réalisé en 1985. Ils se rendent en Corée pour étudier le moyen de relancer l'activité de la marque. Un bureau d'étude indépendant est créé à Séoul avec des ingénieurs et des luthiers venus des États-Unis. Des modèles de l'ancien catalogue Epiphone sont étudiés, la recherche et développement reçoit des objectifs qualitatifs et quantitatifs.
Dès 1988, Epiphone crée la nouvelle série PR de guitares acoustiques square-shouldered qui a des similitudes avec la J-180 de Gibson, elle relance la guitare électrique Sheraton, et elle crée plusieurs guitares classiques, un banjo et une mandoline. Elle lance la réédition de deux modèles de guitares électriques de Gibson, la Les Paul custom black (production à partir de 1989) et la SG.
Au cours de cette intense réorganisation, les procédés de fabrication sont évalués et affinés. La recherche de la qualité porte sur l'amélioration des micros, des chevalets, des switchs et des frettes, sur le développement de nouveaux composants comme le cordier frequensor, ainsi que sur la qualité générale de la production. 
Pour le Salon NAMM de 1993, une nouvelle gamme complète d'instruments acoustiques et électriques, comportant la réédition de modèles devenus légendaires, est présentée et reçoit un bon accueil des spécialistes et de la clientèle.
Epiphone fait produire en 1993 une série limitée de guitares Riviera et Sheraton dans l'ancienne usine Epiphone de Nashville. 250 tables plates Excellent, Texan, et Frontier sont fabriquées dans l'usine de la société Montana.
La qualité des productions coréennes d'Epiphone était irrégulière, et deviennent meilleure en 1993 en continuant de s'améliorer pour égaler, et parfois dépasser, celle de Gibson pendant les dix années qui précèdent la fermeture de l'usine fin 2003.
Au salon NAMM de 1994, Epiphone relance la fabrication et la commercialisation de ses anciens et célèbres modèles Casino, Riviera, Sorrente, ainsi que la guitare basse Rivoli. Elle dédicace certaines variantes à des anciens musiciens célèbres qui ont aimé ces instruments comme Chet Atkins pour la The Advanced, Noel Gallagher pour la Super Nova, John Lee Hooker pour la Sheraton.
En 2000, Epiphone continue à développer la qualité de ses productions et intègre dans son bureau d'étude Mike Voltz, un des vétéran de Gibson, qui développe et améliore la production des guitares électriques, réintroduit la gamme Masterbilt en rééditant en 2005 la guitare Casino, première guitare de Paul McCartney, qui figure sur tous les albums des Beatles jusqu'à leurs dernier en 1969 Abbey Road. 
Dans les années 2000, Gibson propose sous la marque Epiphone des guitares électriques, des basses, des guitares acoustiques, des amplificateurs ainsi que des banjos et des mandolines. Son catalogue est réputé pour ses guitares bon marché offrant un excellent rapport qualité-prix.

#### Production en Tchéquie
En Tchéquie, l'usine Bohemia Musico-Delica, qui s'appelait à l'origine Harmonica, prend le nom de Delicia Accordion Works lors de sa nationalisation en 1947. Elle produit des harmonicas, des accordéons, et quelques instruments sud-américains. Dans les années 1980, elle a un partenariat avec les guitares Kramers jusqu'en 1991, année où elle est privatisée et reprend le nom de Bohemia Musico-Delicia. Vers 1995, elle produit des guitares pour les sociétés Epiphone, Hohner et Spector. Par la suite, elle est achetée par Zednek Koutny et Akordeon Servis.
Vers 1996 Epiphone produit, en partenariat avec la Bohemia Musico-Delica Plant, des guitares, principalement le modèle Les Paul, ainsi que quelques G-400 et Korina Explorer. Vers 1999 ou 2000 elle créé les guitares Epiphone du modèle Bohemia.

#### Déménagement de Corée en Chine
Le succès commercial nécessite d'augmenter les volumes de production. En 2002 l'entreprise lance la construction d'une usine en Chine et en 2004 elle y installe toute sa production, en abandonnant l'usine Samick de Corée dont les dernières productions sont datées de fin 2003. L'usine d'Unsung continue la production du modèle Les Paul Custom pro ebony en 2008.
C'est la première fois depuis son rachat par Gibson en 1958 qu'Epiphone se construit une usine à elle, les usines de Corée étaient des rachats ou des participations majoritaires dans des entreprises sous-traitantes.

## Marquages
Jusqu'à la fin des années 1990, certaines guitares comme les Sheraton II sont marquées « Epiphone by Gibson » et les Les Paul sont marquées sur la tête « Epiphone Gibson ». 
Epiphone (inc), avec comme majuscule un grand épsilon minuscule, est le logo de l'entreprise qui figure sur la tête des instruments. Le E grec peut être ajouté sur l'instrument.
Sous le numéro de série, on trouve le pays de fabrication : Made in USA, Made in Japon, Made in Korea.

### La numérotation de série des instruments
Le numéro d'immatriculation pendant les années 1990 comporte sept chiffres, dont le premier est le dernier numéro de l'année en cours (7 = 1997) et les deux suivants le mois de fabrication, puis à partir de 2000, il comporte huit chiffres dont les deux premiers sont les deux derniers chiffres du millésime (11 = 2011) et les deux suivants le mois de fabrication. Les autres chiffres correspondent au rang de production.
Certains modèles comportent : 1 lettre pour la manufacture, 2 chiffres pour l'année, 2 chiffres pour le mois, et ensuite un nombre pour le rang de production.
Les modèles Elite comportent la lettre F ou T pour la manufacture, puis 1 chiffre pour l'année - 2 = 2002, puis un nombre de quatre chiffres pour le rang.
Lettre de l'usine de fabrication :
Commençant à partir de 1991 ou 1992.
Japon (Elite)
Pas de lettre, lorsque toute la production était au Japon
J : Japon
T : Terada, au Japon (Elite).
G : marque Orville
Corée
Pas de lettre : Samick était la seule usine
S : Samick, en Corée
I : Saein, en Corée
F : Fine Guitars, en Corée - Elite
U : Usung, en Corée.
Y :
République tchèque
B : Bohemia Musico-Delica
Chine
EE :
SJ :
BW :
DC :
DW : Daewon, Chine

## Instruments notables

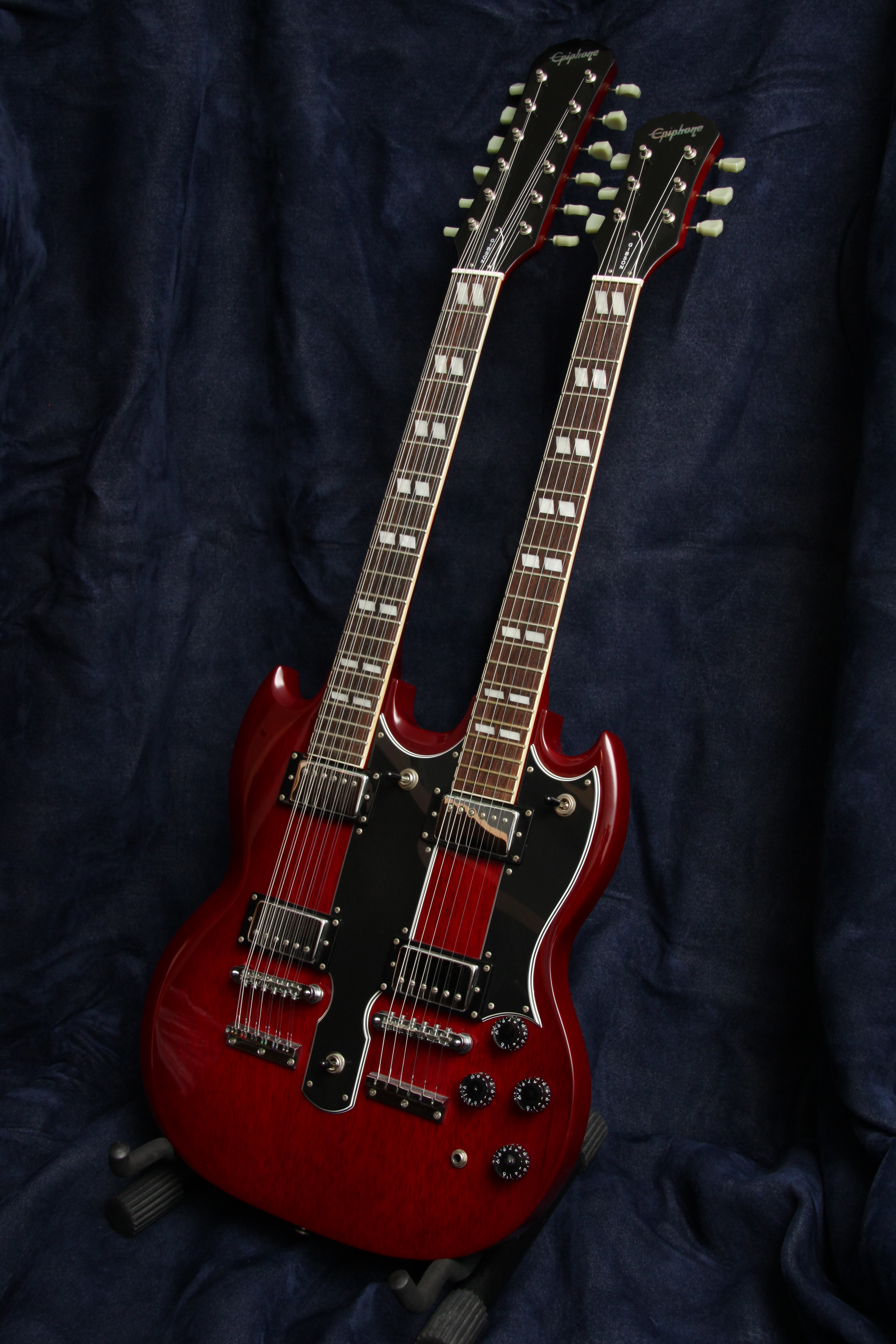
Epiphone SG Custom à double manche 1996.

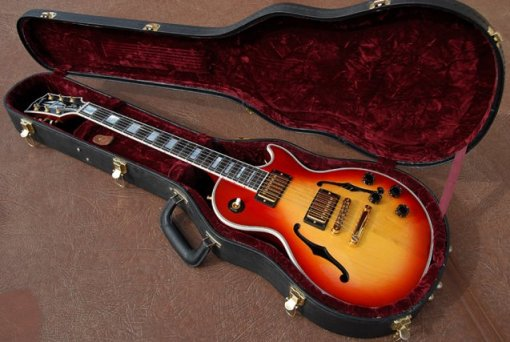
Les Paul Custom Florentine.

### Guitares électriques
- Epiphone Zephyr
- Epiphone ZV Zakk Wylde Signature
- Epiphone Casino
- Epiphone Wilshire
- Epiphone Coronet
- Epiphone Sheraton
- Epiphone Sheraton Supernova Noel Gallagher
- Epiphone SG G-400 Maestro Deluxe EB Limited Edition Ebony
- Epiphone SG G-400 Tony Iommi Signature
- Epiphone SG G-400 1966 reissue Limited Edition
- Epiphone SG G-400 1962 reissue Limited Edition
- Epiphone ES-333 Tom Delonge
- Epiphone Gibson Les Paul Custom
- Epiphone Les Paul Goldtop Slash signature
- Epiphone Les Paul Custom Zakk Wylde Signature
- Epiphone Les Paul Custom Ace Frehley Signature
- Epiphone Les Paul Special II
- Epiphone Les Paul Standard
- Epiphone Les Paul "59" inspired by
- Epiphone Les Paul Classic
- Epiphone Les Paul Studio
- Epiphone Les Paul Studio Lt / E1
- Epiphone Les Paul JR
- Epiphone Love/Death Baritone Flying V Robb Flynn SIgnature
- Epiphone Explorer 1984
- Epiphone Les Paul Custom Matthew K. Heafy Signature (6 et 7 cordes)
- Epiphone G-1275 Custom Double Neck  (2 micros Humbucker) Nouveauté 1996

### Guitares électro/acoustiques notables
- EJ-200E Elvis Presley
- EJ-160E John Lennon
- DR-200E Dave Navarro
- FT-79 Texan

### Basses notables
- Epiphone Allen Woody Rumblekat
- Epiphone Accu (la fabrication a été arrêtée, produit entrée de gamme ressemblant à la Precision Bass de Fender).
- Epiphone Thunderbird
- Epiphone Viola
- Epiphone EB-0
- Epiphone EB-3
- Epiphone Jack Casady Signature (demi-caisse avec micro Electar)